# Роберт де Аскебі

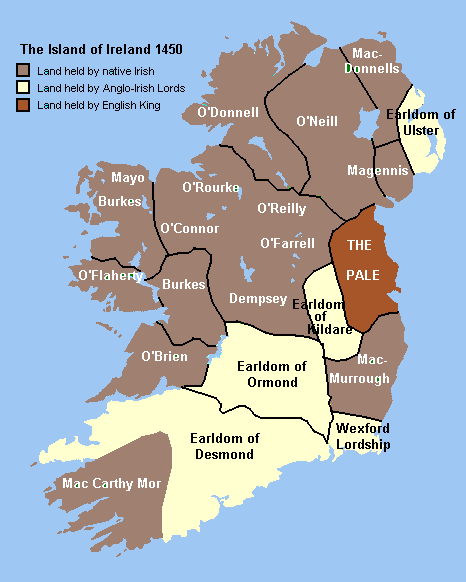
Ірландія в середні віки. Показані англійські володіння, володіння графів Ормонд та Фіцджеральд, володіння незалежних ірландських кланів та королівств.

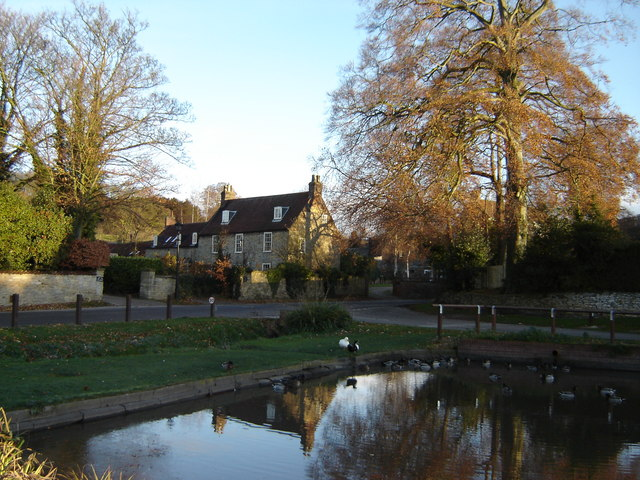
Брентінгем — одна з парафій Роберта де Аскебі.

Роберт де Аскебі (англ. Robert de Askeby; пом. 1351) — англійський та ірландський священик, державний та церковний діяч, посадовець корони Англії, лорд-канцлер Ірландії.

## Життєпис

### Походження
Вважається, Роберт де Аскебі був племінником або двоюрідним братом Роберта де Аскебі — охоронця списків парламенту Англії 1315 року. Відомо, що цей Роберт де Аскебі ще жив у 1323 році. Молодший Роберт де Аскебі отримав сан священика, і його називали титулом «магістр», що в той час було ознакою того, що він мав університетський ступінь.

### Кар'єра
Роберт як королівський клерк, здається, займався переважно фінансовими справами. Він рахував гроші, отримані від купців Ньюкасла-на-Тайні (де він був парафіяльним священиком, хоча, ймовірно, відсутнім), і мав повноваження обшукувати кораблі в Лондонському порту (усі імпортні вантажі в порту підлягали суворому контролю та перевірці. У 1341 році його відправили до Ірландії як лорд-канцлера Ірландії, але наступного року відкликали. У 1351 році його відправили з дипломатичною місією до Святого Престолу: це, мабуть, була його остання державна робота і місія за дорученням короля.
Як священнослужитель він був відомим церковним діячем, мав парафії в Солсбері та Лінкольні, а також вів церковні справи в Ньюкаслі, Пегамі, Брантінгемі і Грейт-Стенморі.